# Een gok om drie werelden
Een gok om drie werelden (Engels: Three Worlds to Conquer) is een sciencefictionroman uit 1964 van de Amerikaanse schrijver Poul Anderson.

## Verhaal
Na diverse atoomoorlogen hebben de Verenigde Staten de Aarde een tijdlang in hun macht. Als grote macht zagen zij verder af om iedere keer aparte volken/landen tegen elkaar te laten strijden om vervolgens te moeten ingrijpen. Alle volken/landen kwamen onder hun controle. Er komt een opstand waarbij een eind komt aan die centralisatie, die ook gevolgen heeft voor de samenwerking met de volkeren op Jupiter en de kolonisten op Ganymedes. Het oorlogsschip Wega, dat zo zwaar en groot is, dat het nergens kan landen, weet buiten die revolutie te blijven en scheepskapitein Swayne wil de oude macht op Aarde weer herstellen. Hij kreeg in vredestijd echter geen wapens aan boord, maar denkt deze nog te kunnen ophalen op Ganymedes. Op Ganymedes leeft in ruimtestad Aurora ruimtepiloot Mark Frazer, die daar een stokte voor wil steken. De militaire slagkracht van Jupiter en Ganymedes is echter te gering om Swayne van zijn plannen af te houden. Frazer en zijn vriend Theor (een Jupiterriaan) moeten alle zeilen bijzetten om Swayne te dwarsbomen. Daarbij moeten ze gebruikmaken van de plaatselijke omstandigheden, plaatselijke bevolking en van Frazers ruimteschip Olympia, dat in de verste verte niet kan wedijveren met Wega. Daarbij komt meteen aan het licht, dat de volkeren op Jupiter en Ganymedes (in eerste instantie) ook niet even goed met elkaar kunnen opschieten.   